# 西藏自治区群众艺术馆
西藏自治区群众艺术馆是中国西藏自治区的自治区级群众艺术馆，位于拉萨市朵森格路2号。该馆成立于1975年底。该馆馆舍是43项援藏工程之一，由天津市援建。